# Domenico Morelli
Domenico Morelli (4. srpna 1826, Neapol – 13. srpna 1901, Neapol) byl italský malíř, přední představitel neapolské malířské školy 19. století.

## Biografie
Od 1836 studoval na Akademii výtvarných umění v Neapoli, jeho první obrazy jsou v romantickém stylu s četnými středověkými motivy (inspirace anglickým básníkem lordem Byronem). V roce 1848 vyhrál Římskou cenu scénou z Tassova Osvobozeného Jeruzaléma, čímž získal šestiletý pobyt v Římě s měsíční podporou třiceti dukátů.

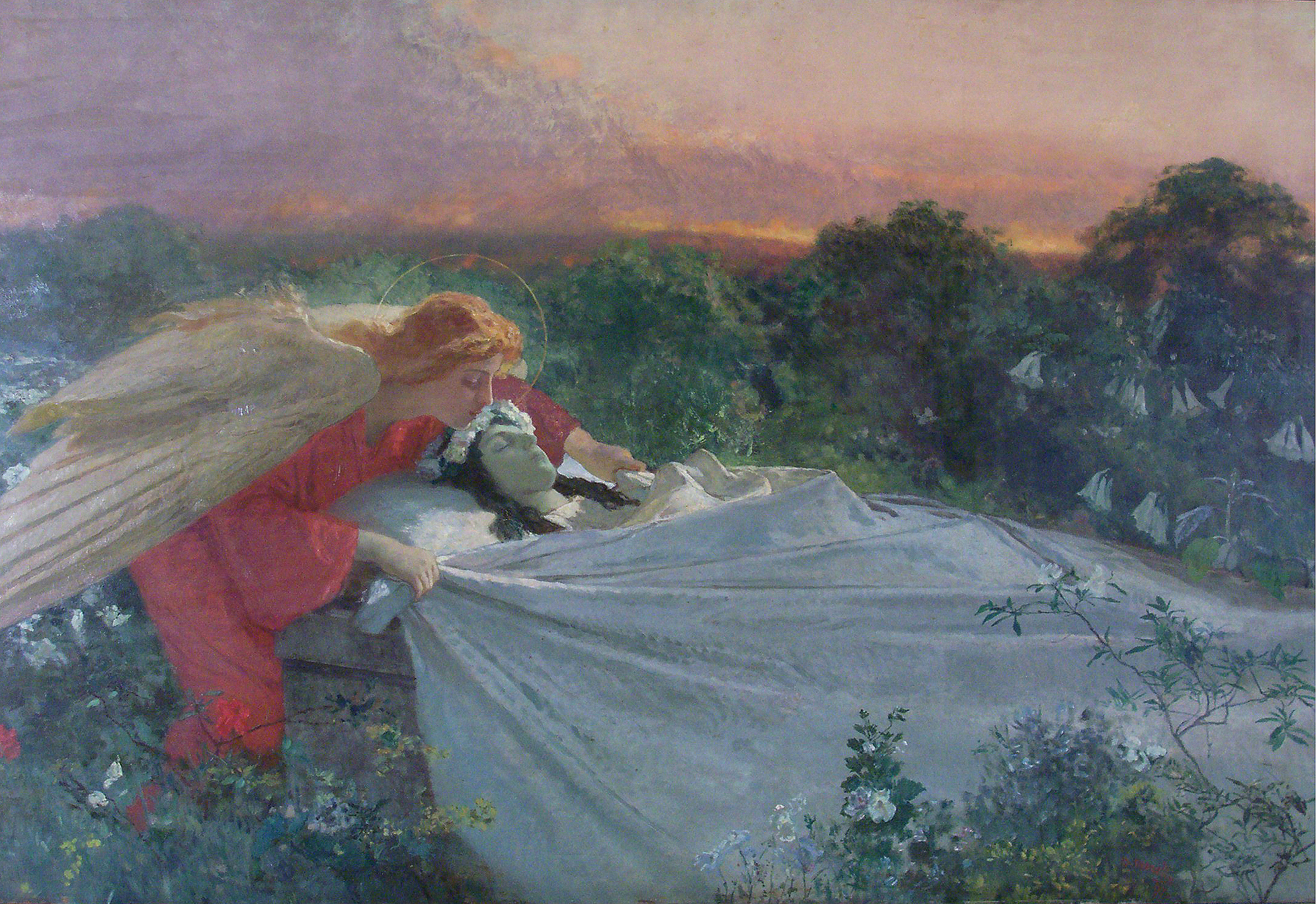
Domenico Morelli: Anděl smrti, 1897

Jeho účast v povstání roku 1848 skončila krátkým pobytem ve vězení. V roce 1850 navštívil Florencii, kde získal veřejné uznání za práci Ikonoklasté. V roce 1855 se zúčastnil Světové výstavy v Paříži. Po návratu do Florencie se podílel na sporech kolem umělecké skupiny Macchiaioli, jež se týkaly realismu v malbě. Jeho tyl se stal méně akademickým a více osobním, zejména používání barev.
V sedmdesátých letech 19. století byl Morelli považován za předního italského malíře, byl jmenován konzultantem galérie Museo di Capodimonte v Neapoli a spolurozhodoval o nákupu obrazů a řízení sbírek.
V roce 1868 získal místo na Akademii výtvarných umění v Neapoli, kde kdysi studoval; k jeho žákům tam patřil Francesco Paolo Michetti. Věnoval se v té době hlavně náboženským, mystickým a nadpřirozeným tématům. V tomto období vytvořil i jednu ze svých nejslavnějších prací, Nanebevzetí Panny Marie v královském paláci v Neapoli. Podílel se také na ilustracích bible (vydání v Amsterodamu 1895).
Od konce roku 1899 až do své smrti v roce 1901 vedl Akademii výtvarných umění v Neapoli. Byl také senátorem během 16. volebního období Italského království.